# Matthias von Clausenheim (der Ältere)

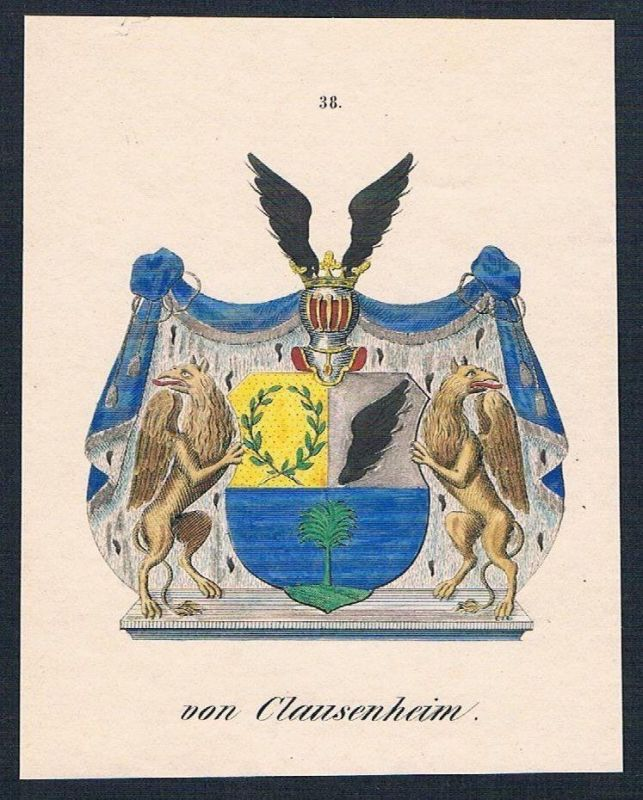
Wappen von Clausenheim

Matthias von Clausenheim, ursprünglich Matthias Clausen, auch Claussen (* um 1685; † 6. April 1744 in Hamburg) war ein deutscher Verwaltungsjurist und holstein-gottorfischer Staatsminister.

## Leben
Matthias von Clausenheim entstammt der 1702 in den Adelsstand erhobenen Familie (Clausen) von Clausenheim. Er war der einzige Sohn des Kieler Professors und gottorfischen Landrentmeisters Johann von Clausenheim. Ab 1699 war sein Vater als Kammerrat und Landrentmeister für die Einnahmen des Herzogs Friedrich IV. von Schleswig-Holstein-Gottorf verantwortlich. Seine Amtszeit fiel in eine Phase politischer und wirtschaftlicher Unsicherheit des kleinen Herzogtums im Großen Nordischer Krieg. Friedrich IV. suchte ein Bündnis mit König Karl XII. von Schweden, seinem Schwager, gegen seinen übermächtigen Nachbarn Dänemark. Mit dessen König teilte er sich die Regierung der Herzogtümer Schleswig als dänische Lehen und Holstein als kaiserliches Lehen. Wie seine Vorgänger strebte er aber die Unabhängigkeit von Dänemark an. Im Frieden von Traventhal 1701 wurde Dänemark gezwungen, die Gottorfer Souveränität in ihrem Anteil vom Herzogtum Schleswig anzuerkennen und Herzog Friedrich eine hohe Entschädigung zu zahlen. Dadurch befand sich Schleswig-Holstein-Gottorf für kurze Zeit auf dem Höhepunkt seiner Macht.
Am 15. April 1702 erhielt Matthias von Clausenheim eine Präbende im Hamburger Domkapitel. Damit verbunden war das Wohnrecht in einer Kurie hinter St. Petri.
In eben diesem Frühjahr 1702 beschloss Herzog Friedrich, sich dem schwedischen Heer bei dessen Feldzug gegen Russland und Polen anzuschließen. Die Regierung seines Herzogtums überließ er gegen eine Pachtzahlung den Brüdern Clausenheim. Generalgouverneur wurde der Ehemann der Cousine von Clausenheim, der Oberstleutnant Tilemann Andreas von Bergholtz. Die Verantwortung des herzoglichen Geheimratspräsidenten Magnus von Wedderkop und seines Stellvertreters Johann Ludwig von Pincier wurde auf auswärtige Angelegenheiten beschränkt. Der Tod des Herzog am 19. Juli 1702 in der Schlacht bei Klissow durch eine Kanonenkugel machte dieser ebenso innovativen wie umstrittenen Vereinbarung ein Ende. In der Folgezeit während der Regentschaft der Witwe des Herzogs, Hedwig Sophia von Schweden, und des Administrators Christian August von Schleswig-Holstein-Gottorf gewann Georg Heinrich von Görtz an Einfluss. Die Kammerrechnung des Jahres 1703 wurde wegen einer Forderung von Jacob Mussaphia zu einem langjährigen Streitpunkt. In dieser Situation trat Johann Clausenheim das Amt des Landrentmeisters 1705 an seinen Sohn ab, blieb aber Mitglied der herzoglichen Rentekammer.
Matthias von Clausenheim war Landrentmeister und Kassierer von Gottorf von 1705 bis 1720. In der Zeit der dänischen Besetzung des Herzogtums in den 1710er Jahren etablierte er eine Verwaltung im Exil in Hamburg. 1720 wurde er als Nachfolger seines Vaters Vizepräsident der Gottorfer Rentekammer.
Im selben Jahr erhielt Dänemark im Frieden von Frederiksborg die herzoglichen Gebiete in Schleswig. Herzog Karl Friedrich war danach nur noch Herzog des kaiserlichen Lehens Holstein-Gottorf. Als der Herzog und sein Geheimratspräsident Henning Friedrich von Bassewitz (verheiratet mit einer anderen Cousine von Matthias von Clausenheim) für mehrere Jahre nach Russland reisten, um durch die Heirat mit einer Zarentochter ein Bündnis mit dem Zaren zu erreichen, führte von Clausenheim von Hamburg aus die Regierungsgeschäfte. Zur Verlobung von Karl Friedrich und Anna Petrowna gab er bei Georg Philipp Telemann eine Fest-Serenade auf den Text von Johann Philipp Praetorius in Auftrag: Cimbriens allgemeines Frohlocken. Von 1725 bis 1727 leitete er die Generallandeskommission und war von 1727 bis 1733 Mitglied im Geheimen Regierungsconseil, der Regierung des Herzogtums in der nun beginnenden Großfürstlichen Zeit.
1732 zog er sich aus der Politik zurück. Gründe waren eine Untersuchung alter Unregelmäßigkeiten in den Abrechnungen seines Vaters, eine offene Forderung von Jacob Mussaphia über 32.000 Taler und der Vorwurf von Missbrauch des Salzhandels. „Dem Angeklagten kam schnelle Entfernung und kaiserlicher Schutz zu statten“, so Peter von Kobbe in seiner Schleswig-Holsteinischen Geschichte. Er lebte fortan in Hamburg und auf seinen Gütern in Mecklenburg. Hier stellte er 1734 den Juristen und Satiriker Christian Ludwig Liscow als seinen Sekretär an.

## Familie
Clausenheim war verheiratet mit Margarethe Lucia (1689–1760), geb. Redeker, Tochter des mecklenburgischen Hofrats Heinrich Rudolph Redeker und Enkelin von Heinrich Rudolph Redeker. Zu den Kindern des Paares zählten:
- Johann Heinrich von Clausenheim (1713–1771), Domherr in Lübeck;
- Anna Christina (getauft 16. September 1715; begraben 1782), verheiratet mit Peter von Bredahl († 1776), großfürstlicher Ministerresident beim Niedersächsischen Reichskreis und Amtmann in Reinbek und Trittau;
- Carl Friedrich von Clausenheim (getauft 5. August 1719; † 1765), dänischer Etatsrat, Domherr und dänischer Ministerresident in Lübeck;
- Matthias von Clausenheim (der Jüngere) (* 22. Juli 1722; † 26. Januar 1803), Domherr in Hamburg, Großfürstlicher Geheimrat,
- Rudolph von Clausenheim, gothaischer Kammerherr,
- zwei weitere Töchter.[8]

Durch Heirat und Kauf erwarb Matthias von Clausenheim umfangreichen Grundbesitz in Mecklenburg. Nach dem Tod seines Schwiegervaters 1716 erbte seine Frau als Erbjungfer Scharstorf, Groß Potrems und Wendorf. In der Folge wurde Matthias von Clausenheim als Erbherr von Scharstorf und Trems tituliert. 1726 kaufte er von der Familie von Bischwang als sein Hauptgut das in der Nähe von Wittenburg liegende Gut Körchow und 1732 das Gut Brahlstorf, nicht weit von Körchow, zwischen Hagenow und Boizenburg. Damit zählte seine Familie zur mecklenburgischen Ritterschaft und wurde landtagsfähig. Sie wurde jedoch nicht in den mecklenburgischen Adel rezipiert. Christoph Otto von Gamm zählte sie 1775 unter die Geschlechter, welche das Indigenat dieses Landes nicht haben und doch darin begütert sind. Mit diesen großen Gütern hatte er „viele Geschäfte und manche Streitigkeiten erhalten“.
Durch alte Forderungen von Jacob Mussaphia, die nun dessen Sohn Isaac Mussaphia stellte, in Höhe von 32.000 und 4700 Talern war zudem das Erbe seines Vaters und sein Erbe noch bis in die nächste Generation mit Prozessen bis vor das Reichskammergericht belastet.

## Auszeichnungen
- Annen-Orden
- Alexander-Newski-Orden